# Simpang Pergendangen
Simpang Pergendangen is een bestuurslaag in het regentschap Karo van de provincie Noord-Sumatra, Indonesië. Simpang Pergendangen telt 364 inwoners (volkstelling 2010).